# Waldemar von Poletika
Waldemar von Poletika (auch Wladimir von Poletika, auch Polétika; * 16. Dezember 1888 in St. Petersburg, Kaiserreich Russland; † 25. Juni 1981 in Bonn) war ein deutsch-russischer Geograph und Agrarwissenschaftler. Im Zweiten Weltkrieg erarbeitete er agrarpolitische Unterlagen für die Hungerpolitik in den besetzten Gebieten der Sowjetunion.

## Leben
Poletika studierte Geographie und Agrarwissenschaften. Er war von 1919 bis 1923 Professor an der Universität Petrograd sowie Mitglied der Kaiserlich Russischen Geographischen Gesellschaft. Nachdem er an der dortigen Universität einen Widerstand gegen die Kommunisten organisiert hatte, emigrierte er nach Deutschland. Er nahm eine Professur am Russischen Wissenschaftlichen Institut in Berlin an. 1934 wurde er zunächst außerordentlicher, dann ab 1940 ordentlicher Professor an der Friedrich-Wilhelms-Universität Berlin.
Den Untersuchungen der Historiker Christian Gerlach und Michael Fahlbusch zufolge war Poletika politischer Berater mehrerer Institutionen des NS-Staates. Zum einen war er Experte für die russische Landwirtschaft im Reichsnährstand. Zum anderen erarbeitete er als Angehöriger des Wirtschaftsstabes Ost agrarpolitische Unterlagen für den Hungerplan des NS-Staatssekretärs und Leiters der Geschäftsgruppe Ernährung in Hermann Görings Vierjahresplan-Behörde, Herbert Backe. Diesem Zweck dienten 1941 verschiedene Inspektionsreisen in die eroberten Gebiete der Sowjetunion, die er im Rang eines Majors des Wirtschaftsrüstungsamtes durchführte. Nachdem er von einer Erkrankung im November 1941 genesen war, wurde er Mitarbeiter der 1942 aus der sogenannten Sammlung Georg Leibbrandt entstandenen Publikationsstelle Ost sowie Leiter der Abteilung für Landwirtschaft und Klimatologie innerhalb der Arbeitsgemeinschaft Turkestan in Dresden, welche dem Reichssicherheitshauptamt (VI G) unterstand und – so Michael Fahlbusch – zusammen mit der Publikationsstelle Ost als „Think Thank […] für den Anschluß der Gebiete östlich Stalingrads“ fungierte.
Poletika gehörte zu den Agrarwissenschaftlern, welche die Ernährungssicherung der deutschen Bevölkerung durch eine radikale Ausbeutung der Nahrungsmittelressourcen der zu besetzenden Gebiete erreichen wollten, indem man die Nahrungsmittelüberschüsse des Südens, insbesondere der Ukraine, nach Mitteleuropa umlenkte. Zu diesem Zweck sollten die Zuschussgebiete in Mittel- und Nordrussland, vor allem die Industriegebiete und Großstädte, die bislang aus diesen Überschussgebieten beliefert wurden, von ihrer Ernährungsbasis abgeschnitten werden, wobei der millionenfache Hungertod der Menschen einkalkuliert war. Schon vor dem Überfall auf die Sowjetunion am 22. Juni 1941 kommentierte Poletika die Analyse des Forstwissenschaftlers Eugen von Engelhardt „Die Ernährungs- und Landwirtschaft der Weißrussischen Sozialistischen Sowjetrepublik“ mit drastischen Vermerken. So zu der von Engelhardt vorgeschlagenen Pro-Kopf-Versorgung von 200 kg Getreide im Jahr: „Unsinn! Haben niemals so viel zu fressen gehabt!“ Und zu Engelhardts Befund, ein signifikanter Getreideüberschuss sei in Weißrussland nicht zu erwirtschaften: „Überschuß ist die Differenz zwischen Ernte u[nd] Hunger.“ Poletikas im März 1941 verfasstes „Textheft“ der „Mappe E. Weißrussland“ für die „Militärgeographische[n] Angaben über das europäische Rußland“ des Generalstabes des Heeres folgte der Annahme der Besatzer, dass sich der Krieg aus dem Krieg selbst ernähren müsse. Poletika favorisierte in verschiedenen Stellungnahmen eine radikale Hungerpolitik in Weißrussland, welcher der Vorzug gegenüber der Option, die Einheimischen als Zwangsarbeiter zu rekrutieren und ernähren zu müssen, zu geben sei. Dabei rechnete er mit dem Hungertod von über der Hälfte der ungefähr zehn Millionen Menschen Weißrusslands.
Nach dem Krieg gab Poletika an, wegen „Opposition gegen […] die von der Partei vorgeschriebene agrarpolitische Grundlinie aus dem Wehrdienst“ entlassen worden zu sein. In einer eidesstattlichen Erklärung in Rahmen seines Wiedergutmachungsverfahrens von 1954 sagte der ehemalige Chef von Heinrich Himmlers Planungsamt für die Festigung deutschen Volkstums und Verfasser des Generalplan Ost, Konrad Meyer, zugunsten Poletikas aus. Dieser habe nach „Ausbruch des Russlandfeldzuges […] als Kriegsverwaltungsrat und Russlandexperte beim Wirtschaftsstab Ost offen und eindeutig die Verwaltungsmaßnahmen in den besetzten Ostgebieten missbilligt“. Deshalb, so Konrad Meyer, „wurde [er] aus der Wehrmacht entlassen und kehrte in die Fakultät zurück“. Poletika wurde 1952 von der Universität Berlin emeritiert. Ab 1950 war er Gastprofessor an der Universität Bonn und wurde langjähriger Leiter deren im gleichen Jahr gegründeter Agrarwissenschaftlichen Forschungsstelle für die Oststaaten.

## Schriften
- Wladimir von Poletika: Rußland als Agrarstaat. In: Zeitschrift für Politik 19 (1930), S. 107–22 (Inhalt)
- (Mit Boris Brutzkus und Aleksandr Ugrimov): Die Getreidewirtschaft in den Trockengebieten Russlands. Stand und Aussichten. Parey. Berlin 1932
- Generalstab des Heeres, Militärgeographische Angaben über das Europäische Rußland Mappe E/Weißrußland (Karten, Pläne, Text- und Bildheft), Berlin 1941 (Digitale Bibliothek)
- Die kulturgeographischen Kraftlinien Altrußlands. In: Universitas 1947
- Die Kolonisationsgeschichte Rußlands. In: Universitas 1948
- Die Agrargeographie Rußlands. In: Universitas 1949
- Die Mongolen und Rußland. In: Universitas 1950
- Die russische Agrarpsyche. In:  Kölner Zeitschrift für Soziologie 5. Jg. 1952/53, Heft 1[12]